# Lac Athabasca
Pour les articles homonymes, voir Athabasca.
Le lac Athabasca (ˌæθəˈbæskə; anglais : Lake Athabasca; du Cri des bois : aðapaskāw, « [où] il y a des plantes les unes après les autres ») se situe à la frontière nord des provinces canadiennes de la Saskatchewan et de l'Alberta, entre le 58° et le 60° N.

## Géographie
Il couvre une surface de 7 935 km2, mesure 283 km de long, pour un maximum de 50 km de large, et une profondeur maximum de 124 m, ce qui en fait le plus grand et le plus profond lac en Saskatchewan. Les eaux s'écoulent du lac vers le nord via la rivière des Esclaves puis le fleuve Mackenzie, pour finalement atteindre l’océan Arctique. Fort Chipewyan, le plus ancien établissement européen en Alberta, se situe sur la rive ouest du lac, à l'endroit où la Rivière des Esclaves entame son cours vers le nord le long de la limite orientale du Parc national Wood Buffalo.

## Histoire
Les Amérindiens furent les premiers habitants vivant autour de ce lac. Le village communautaire de Fond-du-Lac situé sur la rive Nord du lac Athabasca, est peuplé de Dénés et de Montagnais ainsi que par des Métis.
Le nom du lac en langage Déné ne faisait initialement référence qu'au grand delta formé par la confluence de la rivière Athabasca, à l'angle sud-ouest du lac. En 1791, Philip Turnor, cartographe pour la compagnie de la baie d'Hudson, écrit dans son journal, « terrain bas et marécageux sur la rive Sud avec quelques saules poussant dessus, à partir de laquelle le lac, en général tire son nom de Athapison dans la langue des Cris du Sud qui signifie pays ouvert comme les lacs de saules et d'herbe qui poussent autour ». En 1790, Peter Fidler orthographie  pour la première fois le nom de la rivière the Great Arabuska. En 1801, l'orthographe du nom du lac s'était rapproché de sa graphie actuelle : Athapaskow Lake. En 1820, George Simpson fait référence aussi bien au lac qu'à la rivière sous le nom d'« Athabasca ».

## Pollution minière
Des mines d'uranium et d'or sur la rive nord du lac ont amené la création de villes minières comme Uranium City. Bien que la dernière mine ait fermé dans les années 1980, les conséquences de l'industrie minière sont une importante contamination de la rive nord.
Les dunes du lac Athabasca, les plus grandes en activité au monde au nord du 58e degré, se trouvent près de la rive sud. Après une longue lutte contre la bureaucratie gouvernementale et l'opposition des compagnies minières, les dunes ont été classées en « Parc Provincial » en 1992.

## Écologie
Le lac Athabasca héberge 23 espèces de poissons, avec le record mondial pour une truite de lac de 46,3 kilogrammes pêchée dans ses eaux[réf. souhaitée].